# Scytodidae

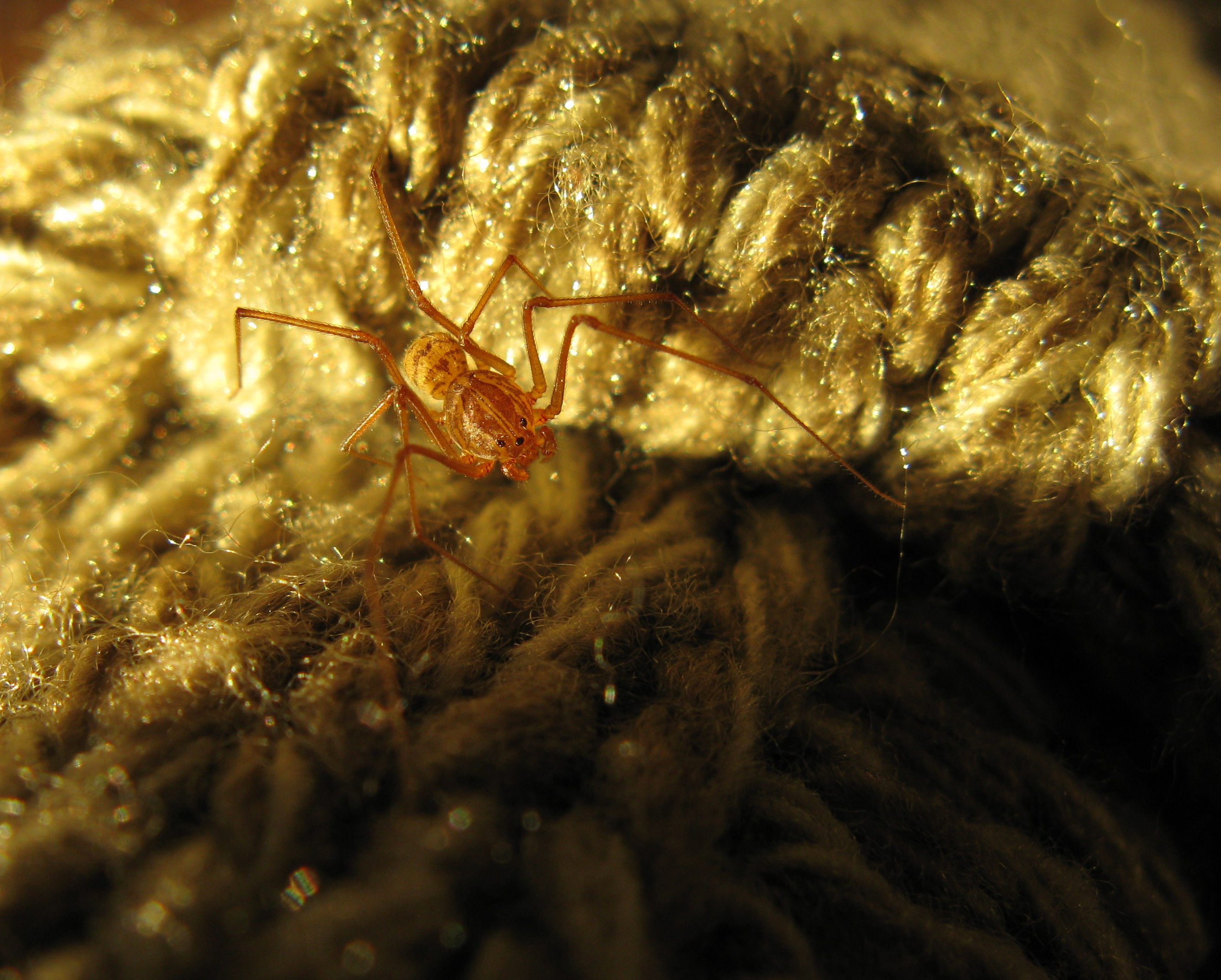
Co đực

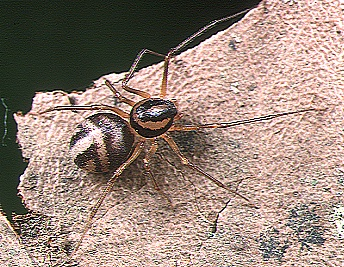
Scytodes.fusca.female

Scytodidae là một họ nhện. Họ này có hơn 150 loài phân bố trên toàn thế giới.

## Các chi
- Dictis L. Koch, 1872
- Scyloxes Dunin, 1992
- Scytodes Latreille, 1804
- Soeuria Saaristo, 1997
- Stedocys Ono, 1995